# Bath (New Hampshire)
Bath – miejscowość w USA, w stanie New Hampshire, w hrabstwie Hrabstwo Grafton.